# 351-ша піхотна дивізія (Третій Рейх)
351-ша піхотна дивізія (Третій Рейх) (нім. 351. Infanterie-Division) — піхотна дивізія Вермахту, що входила до складу німецьких сухопутних військ у роки Другої світової війни. Дивізія не брала участі у жодних бойових діях і постійно перебувала в резерві.

## Історія з'єднання
351-ша піхотна дивізія була сформована 10 березня 1940 року в рамках 9-ї хвилі мобілізації як дивізія «Ландесшютцен» у Ценстохау на території тодішньої Генеральної губернії (окупованої Польщі) зі складу 587-ї оберфельдкомендатури. Пунктом постійної дислокації дивізії в мирний час був Лінц у XVII військовому окрузі.
Дивізія залишалася приписаною до Обер Осту до травня 1940 року. У червні 1940 року дивізія повернулася додому, а в липні була підпорядкована 16-й армії. До свого розформування дивізія була частково приписана до військового командування «Бельгія-Північна Франція» (16-та армія).
1 червня 1940 року, перед передислокацією додому, дивізія сформувала три охоронні роти 641-ша, 642-га та 643-тя, які залишилися в Обер Ості.
21 серпня 1940 року дивізія була розформована і включена до складу XVII військового округу вермахту. Батальйони I./642, II./642, III./642, I./643, III./643, а також IV./641 і IV./643 (останні два були сформовані лише як тимчасовий захід після розформування дивізії) стали батальйонами внутрішньої варти для охорони військовополонених союзників, інтернованих до концентраційних таборів у Німеччині. З 1 січня 1941 року ці батальйони стали батальйонами Ландесшютцен (870-й, 880-й, 881-й, 876-й, 878-й, 874-й і 879-й відповідно). Батальйон I./642 був перейменований на II./584 і згодом інтегрований у 584-й піхотний полк 319-ї піхотної дивізії.

## Райони дій
- Генеральна губернія (березень — серпень 1940).

## Командування

### Командири
- генерал-майор Пауль Гельднер (10 березня — 21 серпня 1940)

### Підпорядкованість
| Час      | Корпус     | Армія      | Група армій (округ) | Штаб                |
| -------- | ---------- | ---------- | ------------------- | ------------------- |
| 1940     |            |            |                     |                     |
| березень | формування | формування | формування          | Обер Ост            |
| червень  | охорона    | охорона    | охорона             | Генеральна губернія |

### Склад
| 1940                          |
| ----------------------------- |
| 641-й піхотний полк           |
| 642-й піхотний полк           |
| 643-й піхотний полк           |
| 351-ша артилерійська батарея  |
| 351-й розвідувальний ескадрон |